# Nordische Badmintonmeisterschaft 1962
Die Nordische Badmintonmeisterschaft 1962 fand am 10. und 11. November 1962 in Oslo statt. Es war die erste Auflage dieses internationalen Badmintonwettbewerbs der skandinavischen Staaten.

## Finalresultate
| Disziplin    | Sieger                           | Finalist                            | Ergebnis           |
| ------------ | -------------------------------- | ----------------------------------- | ------------------ |
| Herreneinzel | Knud Aage Nielsen                | Bertil Glans                        | 15–9, 15–0         |
| Dameneinzel  | Karin Jørgensen                  | Eva Petterson                       | 11–1, 11–3         |
| Herrendoppel | Bertil Glans Göran Wahlqvist     | Knud Aage Nielsen Poul-Erik Nielsen | 3–15, 17–14, 17–16 |
| Damendoppel  | Karin Jørgensen Ulla Rasmussen   | Eva Petterson Gunilla Dahlström     | 15–5, 15–6         |
| Mixed        | Poul-Erik Nielsen Ulla Rasmussen | Bertil Glans Gunilla Dahlström      | 15–10, 15–14       |